# Alfresco (ECM-система)

Alfresco — це система управління корпоративними інформаційними ресурсами (ECM) і документообігом, один з лідерів на ринку вільного програмного забезпечення, серед програм для організації електронного документообігу. Alfresco ECM — це стратегічна інфраструктура та технічна архітектура для підтримки єдиного життєвого циклу інформацію (контенту) різних типів і форматів. Alfresco активно займається розробкою продуктів, які є популярними в Європі, Америці та деяких країнах СНД.

## Історія
Alfresco ECM є відносно молодою системою, проект якої з'явився у 2005 році. Відомо, що команда, яка створила Alfresco, має більш ніж 15 років досвіду в проектуванні та експлуатації подібних систем. Серед них є один з лідерів Documentum — Джон Ньютон (John Newton) і Джон Поуелл (John Powell) головний директор Business Objects.
Спочатку Alfresco призначалася як альтернатива Microsoft Sharepoint, з відкритим вихідним кодом. Але з розвитком системи ця ідея відійшла у бік, тим же створивши ряд унікальних можливостей, які недоступні іншим аналогічним системам.
З 2007 року залишається визнаним лідером серед відкритим вихідним кодом для управління корпоративним контентом (ECM).
В жовтні 2009 було повідомлено, що Alfresco є провідною open source Java-based системою управління контентом. Цей висновок був зроблений на основі розширеного аналізу показників сили бренду і опитування, проведеного серед користувачів системи.

## Загальна характеристика
Alfresco побудований виключно на відкритих стандартах, використовується принцип вільного програмного забезпечення, доступний вихідний код. Модульний дизайн дозволяє, при необхідності, вибирати між функціональністю та продуктивністю.
Alfresco працює як на Windows, так і на Unix сумісну систему, необхідну для Java Runtime Environment. Система включає в себе вбудований OpenOffice для конвертації різних типів документів, отримування текстових даних для індексування. В комплекті також є Tomcat, який можна замінити  на будь-який потрібний вебконтейнер.
Alfresco має свою власну базу даних користувачів. Однак,  можливе автоматичне створення користувачів під час першого входу або синхронізації із зовнішнім джерелом: LDAP, каталогом Microsoft Active Directory, доменом компанії і т. д.
Система працює з документами будь-якого формату: Microsoft Office, Open Office, pdf тощо. Якщо необхідного формату немає в списку підтримуваних — можна додати свій модуль конвертації в один з підтримуваних і ланцюг  конвертації буде побудований у всіх необхідних форматах.
Також, можна повністю відмовитися від стандартного вебінтерфейсу і створити власний. В такому випадку, Alfresco буде використовуватися тільки як сховище.
Для інтеграції з іншими ПО, підтримуються різні типи аутентифікації. Наприклад, користувач може отримати доступ в систему за допомогою Single sign-on. Якщо ж користувач не авторизований, то система автоматично подасть запит на авторизацію.
Варто відзначити, що модель даних підтримує велику кількість успадкування (за допомогою аспектів), тобто у будь-який час  можна до об'єкта додати будь-який аспект, і об'єкт придбає усі властивості даного аспекту.
Доступ до даних можна гнучко налаштовувати. Система авторизації користується наступними термінами: об'єкт даних, дозвіл, користувач, група, роль. Ролі призначаються для користувачів і груп під час роботи програми.

## Базова функціональність Alfresco

### Електронне сховище
- За допомогою платформи для Alfresco ECM і WCM (Web Content Management) можна створити електронні сховища та архіви різного рівня складності.
- Зберігання файлів будь-якого розміру та в будь-якому форматі (включаючи аудіо- і відеофайли).
- Інтегрований пошук в архіві.

### Електронний документообіг
Керування документами в Alfresco ECM:
- Прописування workflow відповідно до бізнес-правил.
- Створення нового документа на основі шаблона (. txt,. html).
- Зберігання будь-якої кількості документів у будь-якому форматі.
- Категоризація документів в залежності від метаданих.
- Конвертація документів у різні формати (doc > pdf, ppt > flash).
- Контроль версій документів.
- Управління життєвим циклом документів.
- Багаторівневі диференціації доступу до документів.
- Повідомлення користувачів про зміни, завдання і т. д.
- Індексування і повнотекстовий пошук.
- Перехресні посилання на документи.
- Створення типових шаблонів документообігу

### Управління вхідною/вихідною інформацією
- Автоматичне управління вхідної кореспонденції, факсами, сканування зображення.
- Створення звітів на вхідні/вихідні документи, звіти, записи.
- Зберігання й архівації усіх типів вхідних даних.

### Групова робота
- Користувачі можуть працювати з усіма документами або проектами у виробничому середовищі Alfresco ECM:
- В системі легко налаштовуються форуми і дошки оголошень як загальні, так і поділені на групи.
- Аудит документів: журнали створення, редагування, авторів, користувачів.
- Користувачам системи надсилаються повідомлення електронною поштою про зміни.

### Керування Web-порталами, Intranet-портали
- Створення будь-якої кількості корпоративних ресурсів різного рівня складності.
- Кілька вебсайтів управляються з єдиного командного центру.
- Служба віртуалізації дозволяє оцінити, заздалегідь, зовнішній вигляд і функціональність створеного сайту.
- Служба контролю дозволяє контролювати будь-які зміни на сайтах і завантажувати в мережу будь-які версії сайтів.
- Підготовка даних для вебпублікації (занесення інформації по шаблонам).
- Експортування даних до зовнішніх порталів.

### Забезпечення інформаційної безпеки
- Управління політиками груп і користувачів їх складі.
- Захист на рівні файлів.
- Авторизація користувачів через NTLM або LDAP.

## Області застосування і призначення
Alfresco є ідеальним рішенням для:
- Організації документообігу;
- Створення єдиного інформаційного простору;
- Організації та структуризації знань компанії;
- Обміну цих знань;
- Розмежування доступу до даних для різних працівників;
- Керування роботою співробітників.

Alfresco призначена для того, щоб:
- Зберігати документи в ієрархічній системі папок
- Зберігати мета-дані документів: стан і атрибути.
- Зберігати версії документів.
- Забезпечувати пошук документів по змісту або атрибутам[3].

## Архітектура
Система Alfresco розроблена за допомогою технологій Java і у склад робочого середовища входять ще ряд стандартних компонентів: Apache Tomcat, OpenOffice.org (для конвертації документів), набір розробника Java SE (JDK), SWF інструменти (pdf2swf утиліта, необхідна для огляду документів PDF в Flash) та інші. Використовуючи Alfresco, необхідна наявність СУБД: Apache Derby, MySQL, PostgreSQL і HSQL. Розробники рекомендують використовувати Derby (він пропонується під час установки) при тестуванні Alfresco. У виробничому середовищі краще вибрати MySQL або PostgreSQL.
ECM-система складається з додатків, які взаємодіють один з одним, а також використовуються і функціонують самостійно та мають наступні основні компоненти:
- Управління документами — експорт/імпорт, керування версіями, безпека та обслуговування та служби бібліотек для ділових документів.
- Управління зображеннями документів (Document Imaging) — захоплення, перетворення і керування паперовими документами.
- Управління записами — довгострокового архівування, автоматизація політики зберігання даних згідно з нормативними вимогами, дотримання нормативів і стандартів.
- Керування потоками роботи (workflow) — підтримка бізнес-процесів, передача контенту по маршрутам, створення журналів аудиту.
- Керування вебконтентом — автоматизація ролі вебмайстрів, управління динамічним контентом і взаємодії між користувачами.
- Документно-орієнтована взаємодія — спільне використання документів користувачами і підтримка проектних команд.

## Конкурентні переваги системи
Конкуренти Alfresco — закриті ПО, такі як EMC Documentum, Open Text і Sharepoint. Розробники Alfresco пишуть про своїх конкурентів, як про системи 90-х років, які:
- є занадто дорогими
- занадто складно використовувати, розгортати, масштабувати
- занадто важко змінювати відповідно до своїх потреб

Alfresco забезпечує інтеграцію з усіма поширеними платформами електронного документообігу, включаючи Lotus Domino, MS Sharepoint, EOS. Також з'явилася можливість розгортання Alfresco Enterprise Edition 3.2 в архітектурі «cloud computing», роботи з потоками даних електронної пошти даних на основі вбудованої підтримки протоколу IMAP, посилена співпраця та створення проектних порталів на основі технології Alfresco Surf.

### Переваги Alfresco
- Легкість у використанні

Ключова особливість Alfresco ЕСМ — система віртуальних дисків для зберігання і роботи з інформацією. Працювати з документами не важче, ніж із загальними ресурсами в локальній мережі. Система підтримує доступ до протоколів CIFS, WebDAV, FTP, які дозволяють працювати з документами Alfresco ECM через провідник Windows.
Простий пошук документів, інтегрований з веббраузером, зручна система каталогів та пошуку по ним. Пошук враховує місцеперебування файла, метадані, атрибути, типи об'єктів.
- Простота в налаштуванні

В Alfresco ECM реалізована просте налаштування правил документообігу завдяки вбудованим сценаріям налаштування для усіх інтерфейсів, високий рівень інфомраціної безпеки досягається за рахунок потужних інструментів управління ролей користувачів та груп.
- Зручність спільної роботи

Шаблони спільних робочих інструментів дозволяють легко створювати і редагувати структуру окремих проектів, змісту спільних папок, логіку документообігу і т.д.

### Ключові особливості Alfresco
- Підтримує поширені технології, сумісні з офісними пакетами.
- Характеризується масштабованістю і високою продуктивністю.
- Має відкритий код. Надає можливість самостійно допрацювати та модифікувати систему відповідно до внутрішніх вимог організації.
- Характеризується простотою роботи у системі, як для користувачів, так і для адміністраторів.
- Дає можливість підключатися до віддалених підрозділів компанії.
- Для роботи у системі необхідний лише браузер.
- Повна заміна загальних папок в локальній мережі.
- Автоматизація правил вхідних/вихідних документів.
- Зручність пошуку, інтеграція з веббраузером.
- Автоматичне видобування та ділення на категорії метаданих.
- Загальний простір для групової роботи користувачів.